# Condado de Clay (Geórgia)
O Condado de Clay é um dos 159 condados do Estado americano de Geórgia. A sede do condado é Fort Gaines, e sua maior cidade é Fort Gaines. O condado possui uma área de 562 km², uma população de 3,357 habitantes, e uma densidade populacional de 7 hab/km² (segundo o censo nacional de 2000). O condado foi fundado em 16 de fevereiro de 1854.